# Relaciones Perú-Serbia
Perú y Serbia mantienen relaciones diplomáticas establecidas entre Perú y el Reino de Yugoslavia antes de la Segunda Guerra Mundial, las cuales fueron interrumpidas en 1947 y reanudadas en 1967.
En Perú reside una pequeña comunidad de serbios, aunque los croatas constituyen un grupo mucho más grande.

## Historia
Perú mantuvo relaciones con el Reino de Yugoslavia desde la década de 1920. Durante la Segunda Guerra Mundial en Yugoslavia, Perú estableció relaciones económicas y consulares con el gobierno yugoslavo en el exilio en 1942, y el consulado y la embajada acreditados en Perú se ubicaron en Santiago de Chile. Las relaciones continuaron después de la guerra,  a raíz de que Josip Broz Tito visitara Perú en 1963, y fueron elevadas al nivel de embajada en 1967.  Se abrió un consulado yugoslavo en Lima, y se abrió una embajada peruana en Belgrado.
Tras la desintegración de Yugoslavia, Perú continuó sus relaciones con la República Federativa de Yugoslavia (Serbia y Montenegro) y sus otros estados sucesores, como Croacia en 1993.  La embajada peruana en Belgrado cerró en 2006, un par de meses después de la independencia de Montenegro, y el embajador peruano en Rumania pasó a estar acreditado en Serbia hasta 2018, cuando el embajador peruano en Hungría pasó a estar acreditado en su lugar tras una serie de reformas. Por otro lado, el cierre de la embajada de Serbia se anunció y concretó en 2009, y la misión serbia en Buenos Aires pasó a estar acreditada en Perú en su lugar. En 2019, el gobierno serbio abrió un consulado honorario en Lima.
Perú reconoció a Kosovo en 2008, luego de que este último país declarara su independencia de Serbia. Con relación al anuncio, Perú destacó que desea mantener sus cálidas relaciones con Serbia, destacando el trabajo de la empresa serbia Energoprojekt en Perú. Sin embargo, el anuncio generó controversia con las autoridades serbias, quienes retiraron a su embajador por un par de meses. Este evento fue la principal razón para el cierre de la embajada de Serbia en Lima.

## Visitas de alto nivel
Visitas de alto nivel de Serbia a Perú
- Ministro de Asuntos Exteriores Goran Svilanović (2003)[21]
- Ministro de Asuntos Exteriores Ivica Dačić (2019)[22]

## Comercio
El comercio entre ambos países ascendió a 16 millones de dólares en 2022; las exportaciones peruanas de mercancías a Serbia fueron de unos 10 millones de dólares; las exportaciones serbias ascendieron a 6 millones de dólares.
Según la base de datos COMTRADE de las Naciones Unidas sobre comercio internacional, en 2023 las exportaciones de Perú a Serbia ascendieron a 12,22 millones,mientras que las de Serbia a Perú se redujeron a 1,52 millones de dólares.

## Misiones diplomáticas residentes
- Perú está acreditado ante Serbia desde su embajada en Budapest, Hungría.[26]
- Serbia está acreditada ante Perú desde su embajada en Buenos Aires, Argentina.[27]